# 青海火流星事件
青海火流星事件发生于北京时间2020年12月23日7时23分（12月22日23时23分 UTC），位于青海西藏交界处的玉树藏族自治州囊谦县。这颗火流星直径约6.5米，是一颗阿波罗型近地小行星，重量约430吨。美国国家航空航天局（NASA）近地天体研究中心探测其撞击地球大气层时候的速度为每秒钟13.5公里左右，方向为自北向南，当到达北纬31.9°、东经96.2°上方时发生了第一次爆炸，距离地面的高度35.5公里，紧接着连续不断的发生了10多次空爆，释放出大约相当于9500吨TNT炸药爆炸的能量，根据中国地震台网速报最后降落至北纬32.36゜，东经96.59゜。